# Jurij Tarasow
Jurij Iwanowycz Tarasow, ukr. Юрій Іванович Тарасов, ros. Юрий Иванович Тарасов, Jurij Iwanowicz Tarasow (ur. 5 kwietnia 1960 we wsi Borszczowa, w obwodzie charkowskim, Ukraińska SRR, zm. 28 marca 2000 w Charkowie, Ukraina) – ukraiński piłkarz, grający na pozycji napastnika.

## Kariera piłkarska

### Kariera klubowa
Po ukończeniu Instytutu Politechnicznego grał w amatorskiej drużynie Kołos w rodzimej wsi, gdzie go zauważyli skauci Metalista Charków. Rozpoczął karierę piłkarską w farm-klubie Majak Charków, skąd w 1983 przeszedł do Metalista Charków. W sezonie 1990/91 występował w izraelskim klubie Beitar Jerozolima, a potem powrócił do Metalista, po czym ponownie wyjechał za granicę, tym razem do polskiej drużyny Pegrotour Dębica. Latem 1992 powrócił do Ukrainy, gdzie został piłkarzem Nywy Winnica. W sezonie 1992/93 występował w izraelskim klubie Beitar Tel Awiw, a potem kolejny raz powrócił do Metalista, w którym w 1994 ukończył karierę piłkarską. Po zakończeniu występów nie potrafił odnaleźć się w życiu. Żona i córka pozostały w Izraelu. Zaczął nadużywać alkoholu. 28 marca 2000 zmarł samotny w Charkowie.

## Sukcesy i odznaczenia

### Sukcesy klubowe
- zdobywca Pucharu ZSRR: 1988

### Sukcesy indywidualne
- 3. miejsce (17 bramek) w klasyfikacji strzelców Mistrzostw ZSRR: 1984
- najwięcej rozegranych meczów w historii Metalista Charków: 214
- król strzelców w historii Metalista Charków: 61

### Odznaczenia
- tytuł Mistrza Sportu ZSRR: 1984